# Alfred zu Dohna-Schlobitten
Alfred Hermann Heinrich Graf und Burggraf zu Dohna-Schlobitten (* 6. Januar 1852 in Brunau; † 16. Dezember 1929 auf Schloss Finckenstein) war ein preußischer General der Kavallerie.

## Leben

### Herkunft
Alfred war ein Sohn des Burggrafen Hermann zu Dohna-Brunau (1821–1859) und dessen Ehefrau Lydia, geborene von Auerswald (1827–1898). Sein älterer Bruder Georg (1850–1912) war Mitglied des Preußischen Herrenhauses und Herr auf Wundlacken, der jüngere Bruder Carl (1857–1942) Landrat des Kreises Braunsberg.

### Militärkarriere
Dohna besuchte kurz die Ritterakademie Brandenburg und das Gymnasium Marienwerder. Zu Beginn des Krieges gegen Frankreich trat er am 19. Juli 1870 in das 1. Garde-Dragoner-Regiment der Preußischen Armee ein und avancierte am 27. September 1870 zum Sekondeleutnant. Ab Mitte November 1893 Major, wurde er 1897 zum Westfälischen Ulanen-Regiment Nr. 5 nach Düsseldorf versetzt. Am 3. Juli 1899 wurde er Kommandeur des Magdeburgischen Dragoner-Regiments Nr. 6 und am 11. März 1900 Kommandeur des Leib-Garde-Husaren-Regiments in Potsdam. Am 16. Juni 1900 stieg er zum Oberstleutnant auf und wurde 1901 Flügeladjutant von Kaiser Wilhelm II. Am 12. September 1902 zum Oberst befördert, übernahm er am 24. April 1904 das Kommando über die 4. Garde-Kavallerie-Brigade in Potsdam. Am 17. November 1906 zum Generalmajor befördert, übernahm er vom 2. September 1907 bis zum 22. September 1911 das Kommando der Garde-Kavallerie-Division in Berlin. Am 3. März 1910 wurde er zum Generalleutnant befördert und am 23. September 1911 zum preußischen Militärbevollmächtigten am russischen Hof in Sankt Petersburg ernannt. Unter Belassung in dieser Stellung wurde Dohna am 16. Juni 1913 Generaladjutanten von Wilhelm II. und zum General der Kavallerie befördert.
Zu Beginn des Ersten Weltkriegs fungierte Dohna im August 1914 als Generaladjutant bei der 8. Armee in Ostpreußen. Am 9. September 1917 ersetzte er während der Dritten Flandernschlacht General Ferdinand von Quast als Kommandierenden General des Gardekorps an der Westfront.
Dohna starb kurz vor seinem 78. Geburtstag.

### Familie
Dohna verheiratete sich am 25. September 1876 in Berlin mit Marianne von Wallenberg (* 1856 Potsdam; † 1931 Finckenstein), Tochter des Beamten Ernst von Wallenberg und der Maria von Rochow-Stülpe. Ihre Ehe blieb kinderlos. Marianne war Ehrendame des bayrischen Theresien-Ordens.